# Episodi di Nancy, Sonny & Co. (sesta stagione)
La sesta stagione della serie televisiva Nancy, Sonny & Co. è stata trasmessa in anteprima negli Stati Uniti d'America in syndication tra il 15 ottobre 1988 e l'8 aprile 1989.
| nº | Titolo originale               | Titolo italiano | Prima TV USA     | Prima TV Italia |
| -- | ------------------------------ | --------------- | ---------------- | --------------- |
| 1  | Pistol Packin' Mama            |                 | 15 ottobre 1988  |                 |
| 2  | The Nancy and Roscoe Show      |                 | 22 ottobre 1988  |                 |
| 3  | The Jan's Pregnant Show        |                 | 29 ottobre 1988  |                 |
| 4  | Never Trust Anyone Under 40    |                 | 5 novembre 1988  |                 |
| 5  | The New Guy Show               |                 | 12 novembre 1988 |                 |
| 6  | Rear Window                    |                 | 19 novembre 1988 |                 |
| 7  | You Do Voodoo                  |                 | 26 novembre 1988 |                 |
| 8  | The Amy and Bobby Show         |                 | 3 dicembre 1988  |                 |
| 9  | Dot Casts Off                  |                 | 10 dicembre 1988 |                 |
| 10 | A Very Scary It's a Living     |                 | 7 gennaio 1989   |                 |
| 11 | The Ginger's Mother Show       |                 | 14 gennaio 1989  |                 |
| 12 | Mike Fright                    |                 | 21 gennaio 1989  |                 |
| 13 | He Never Sang for His Father   |                 | 28 gennaio 1989  |                 |
| 14 | Just Say Yes                   |                 | 11 febbraio 1989 |                 |
| 15 | Wedding, Wedding               |                 | 18 febbraio 1989 |                 |
| 16 | The Dark at the Top of the Top |                 | 25 febbraio 1989 |                 |
| 17 | My Little Red Book             |                 | 4 marzo 1989     |                 |
| 18 | Matchmaker, Matchmaker         |                 | 11 marzo 1989    |                 |
| 19 | A Very Special It's a Living   |                 | 18 marzo 1989    |                 |
| 20 | The Sonny and Dot Show         |                 | 8 aprile 1989    |                 |